# 函館八幡宮
函館八幡宮（はこだてはちまんぐう）は、北海道函館市にある神社である。旧社格は国幣中社で現在は神社本庁の別表神社。
函館山の南東麓に東面して鎮座し、社地は函館市街を俯瞰する。北海道の開拓に関わる神として道民からの崇敬を集めた。

## 祭神
主祭神
- 品陀和気命（応神天皇、八幡神）

相殿
- 住吉大神
- 金刀比羅大神

## 由緒
社伝では、文安2年（1445年）、亀田郡の領主であった河野政通が函館・元町に城を築く際、城の鎮守として城域東南隅に八幡神を勧請したのに始まると伝えられる。永正9年（1512年）、河野氏は蝦夷に攻められて城を追われ、一族は八幡神を奉じて亀田郡赤川村（現 函館市赤川町）に逃れた。慶安2年（1649年）、河野氏一族の巫女伊知女（伊知子とも）が霊告を受けて元町の河野館跡地に八幡宮を遷した。寛政11年（1799年）東蝦夷を公議御料（幕府直轄領）とした江戸幕府が社地に箱館奉行所を置くことになったため、文化元年（1804年）、幕府の費用で会所町（現 函館市元町北東部）に社殿を造営して遷座、以後箱館奉行所は当宮を祈願所とし、蝦夷地総社として崇敬した。また、広く蝦夷地開拓に神験ありと信仰されたといい、近世末までに石狩八幡神社（石狩市）や室蘭八幡宮（室蘭市）、住吉神社（小樽市）等が当宮より勧請されて創祀されている。
明治に入り、会所町に庁舎を置いた開拓使は明治4年（1871年）に当宮を崇敬社と定め、同10年5月28日、国幣小社に列格、翌11年、類焼により社殿を焼失したので、官費を以て現在地に社殿を造営し、同13年に遷座した。明治29年（1896年）10月19日に国幣中社に昇格した。戦後は神社本庁に参加し、昭和23年（1948年）にその別表神社となっている。

## 祭祀
例祭は8月15日で、それを挟んで前後3日間に亘る祭儀が斎行される。また例祭後には隔年で神輿渡御祭があり、神輿（市指定文化財）が市内を巡幸、還御に際しては神輿を担いで参道の石段134段を駆け昇る。

## 社殿
現在の社殿は明治45年（1912年）から大正4年（1915年）にかけて改築されたもので、本殿、幣殿、拝殿が権現造風に結合する。
本殿は桁行5間梁行3間の聖帝造（日吉造）で勾欄付きの縁を廻らす。その様式は日吉大社（滋賀県）本殿にほぼ等しい。本殿前面に本殿正面幅と同じ梁間で桁行2間の切妻造妻入の幣殿を結合し、更に幣殿が拝殿背面に接続する。拝殿は桁行7間梁行4間の入母屋造平入であるが、幣殿屋根の棟が前面へ越し来るために正面屋根の中央に春日造のような妻を見せ、更にその下部に正面を軒唐破風に造る1間の向拝を縋破風で葺き下ろす。また、両側面前方部には筥崎宮（福岡県）本殿のような車寄せを付ける。以上3殿とも屋根は銅板葺。神社では本殿が聖帝造で権現造風の八棟造となっている事から聖帝八棟造と称している。

## 摂末社
鶴若稲荷神社（つるわか-）
祭神倉稲魂命。 勧請年は不明。文政年間と1859年（安政6年）に社殿を再建した。1879年（明治12年）に函館八幡宮より高砂町（当時）旧・函館市立若松小学校西側に遷宮し、若松町、高砂町、大縄町、海岸町、音羽町、鶴岡町、真砂町の鎮守だった。広さ35坪、桧造りの社殿。境内は道路から細長く奥まった先に神社があるという、いかにも人家の中にある社という感じであった。第二次世界大戦中の1945年（昭和20年）5月、函館市第一回強制集団建物疎開の対象になり社殿等の建物を解体した。その後、敷地は道路用地や宅地になり再建はできず、終戦後の1950年（昭和25年）に正式に函館八幡宮に遷祭した。
大正2年函館大火で被災。相沢勝三郎によれば再建しなかった。
境内には土方歳三の碑（現在の「土方歳三最後の地碑」とは別のもの）、同神社の秋祭りで長く花相撲の大関を務めていた清水という人の顕彰碑、猿田彦塚、ほかに三つ位の碑が建っていた。

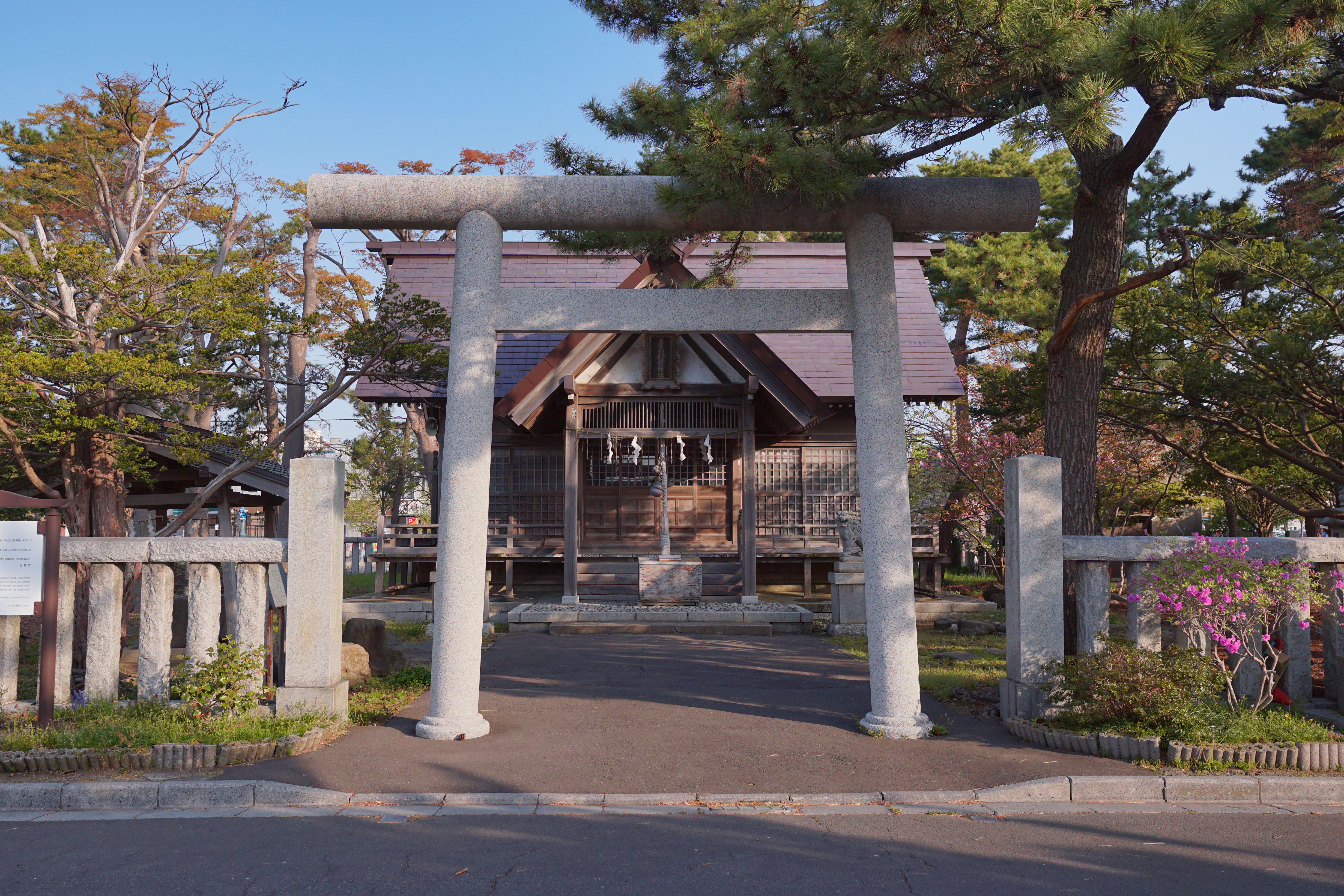
豊川稲荷神社
かつての摂社で、文久元年5月町内の守護として創建された。祭神は宇気母智大神（うけもちのおおかみ）。昭和15年に現在地に社殿が建立され、奉遷された。明治3年、明治32年、明治40年、昭和9年と4回大火で焼失している。豊川町の町丁名由来である。

## 文化財
- 大神輿 - 明治27年製造の八角形の神輿で、金箔を施し大棒を組み込む。平成14年（2002年）6月5日に函館市有形文化財（工芸）の指定を受けた。

## 関連図書
- 安津素彦・梅田義彦編集兼監修者『神道辞典』神社新報社、1968年、47頁
- 白井永二・土岐昌訓編集『神社辞典』東京堂出版、1979年、275-276頁